# Protoorbellia
Protoorbellia – wymarły rodzaj muchówek z rodziny błotniszkowatych i podrodziny Heleomyzinae. Obejmuje tylko jeden opisany gatunek, Protoorbellia hoffeinsorum. Żył w eocenie na terenie współczesnej Europy.

## Taksonomia
Rodzaj i gatunek typowy opisane zostały po raz pierwszy w 2006 roku przez Andrzeja Józefa Woźnicę na łamach „Annales Zoologici”. Opisu dokonano na podstawie pojedynczej inkluzji w bursztynie bałtyckim, pochodzącej z epoki eocenu. Nadana nazwa rodzajowa oznacza po łacinie „pierwsza Orbellia”, zaś epitet gatunkowy nadano na cześć Christel Hoffeins i Hansa Wernera Hoffeinsa, z których kolekcji pochodzi holotyp.
Wyniki morfologicznej analizy filogenetycznej wskazują na zajmowanie przez Protoorbellia w obrębie Orbelliini pozycji siostrzanej względem rodzaju Orbellia.

## Morfologia
Muchówka o ciele długości około 4,15 mm, ubarwionym pomarańczowobrązowo.
Głowa jej miała okrągławe oczy złożone, małe policzki, jedną parę wibrysów, dobrze wykształcone i umieszczone w jednym nieregularnym szeregu szczecinki perystomalne, wydłużoną płytkę czołową z dwoma parami różnych rozmiarów szczecinkami orbitalnymi, parę dużych szczecinek przyoczkowych, dobrze wykształcone szczecinki ciemieniowe, skrzyżowane szczecinki pozaprzyoczkowe oraz czułki o nóżce z pojedynczą, dużą szczecinką przednio-grzbietową, pierwszym członie biczyka dużym i okrągłym, a ariście krótszej od wysokości głowy i nagiej.
Na chetotaksję tułowia składały się m.in. para dobrze wykształconych szczecinek postpronotalnych, dwie pary szczecinek przedskrzydłowych, jedna para szczecinek przedszwowych, jedna para szczecinek nadskrzydłowych, dwie pary szczecinek zaskrzydłowych, kilka nieregularnych szeregów szczecinek środkowych grzbietu, cztery pary dość silnych szczecinek śródplecowych, para dobrze wykształconych szczecinek przedtarczkowych, dwie pary prawie równych rozmiarów szczecinek tarczkowych, dwie pary szczecinek proepimeralnych, jedna para szczecinek przetchlinkowych. Anepisternum było zupełnie nagie, bez szczecinki dodatkowej w przednim kącie. Występowały dwie pary szczecinek katepistralnych, przednia słabsza i o połowę krótsza od tylnej. Skrzydło przednie miało około 4,35 mm długości, około 1,7 mm szerokości, jasnoobrązowe żyłki podłużne, nieprzyciemnione żyłki poprzeczne i przezroczyste błony. Żyłka kostalna zaopatrzona była w małe kolce. Żyłka subkostalna kończyła się za przednią żyłką poprzeczną. Odnóża były niezmodyfikowane i miały zaopatrzone w jedną szczecinkę przedwierzchołkową golenie, człony pierwsze stóp znacznie dłuższe od drugich, a przylgi małe i białawe.
Odwłok samca dużych rozmiarów, zaokrąglone epandrium, lekko wydłużone przysadki odwłokowe, parę wydłużonych i spłaszczonych dististylusów oraz przypuszczalnie szeroki distifallus.

## Paleoekologia
Owad ten zamieszkiwał ciepłe i wilgotne, nizinne, paratropikalne lasy deszczowe. Cechowały się one dużym zróżnicowaniem siedlisk, z obszarami gęściej i słabiej zadrzewionymi oraz elementami florystycznymi i faunistycznymi charakterystycznymi dla strefy tropikalnej, subtropikalnej, jak i ciepłej umiarkowanej. Wśród roślin o drzewiastym pokroju występowały tu zarówno iglaste, jak i palmy. Znaczny udział owadów wodnych w inkluzjach wskazuje na obfite występowanie w tym środowisku wód stojących w postaci fitotelm, kałuż, sadzawek, obszarów zalewowych czy jezior o bogatym litoralu. Przynajmniej sezonowo występować musiały wody płynące. Flora i fauna były bardzo zróżnicowane. 98% zidentyfikowanych w inkluzjach organizmów stanowią stawonogi. Opisano ich z bursztynu bałtyckiego ponad 3 tysiące gatunków z ponad 1,5 tysiąca rodzajów. Muchówki z ponad 800 gatunkami są tu najliczniej reprezentowanym rzędem. Oprócz Protoorbellia, spośród błotniszkowatych z bursztynu bałtyckiego znane są: Balticoleria  michaeli, Chaetohelomyza electrica, Electroleria alacris, Gedanoleria eocenica, Heteromyza dubia, Paleoheleomyza kotejai, Protosuillia media oraz Suillia major.